# MacKinnons klauwier
De MacKinnons klauwier (Lanius mackinnoni) is een zangvogel uit de familie Laniidae (klauwieren).

## Verspreiding en leefgebied
Deze soort komt voor in centraal Afrika van zuidoostelijk Nigeria tot noordwestelijk Angola en van noordoostelijk Congo-Brazzaville tot westelijk Kenia en noordelijk Tanzania..

## Status
De grootte van de populatie is niet gekwantificeerd maar de soort wordt omschreven als plaatselijk algemeen maar schaars in het oosten van zijn verspreidingsgebied. Op de Rode lijst van de IUCN heeft deze soort de status niet bedreigd.